# Bourrou
Bourrou é uma comuna francesa na região administrativa da Nova Aquitânia, no departamento Dordonha. Estende-se por uma área de 9,12 km². Em 2010 a comuna tinha 132 habitantes (densidade: 14,5 hab./km²).